# Trois-Ponts
Trois-Ponts (in vallone Troes-Ponts, in tedesco Dreibrücken) è un comune francofono del Belgio, nella Region Vallone nella Provincia di Liegi.
Al 1º gennaio 2004, contava una popolazione di 2.422 persone (1.195 uomini e 1.227 donne). La sua superficie è di 68,90 chilometri quadrati, per una densità di 35,15 abitanti per chilometro quadrato.

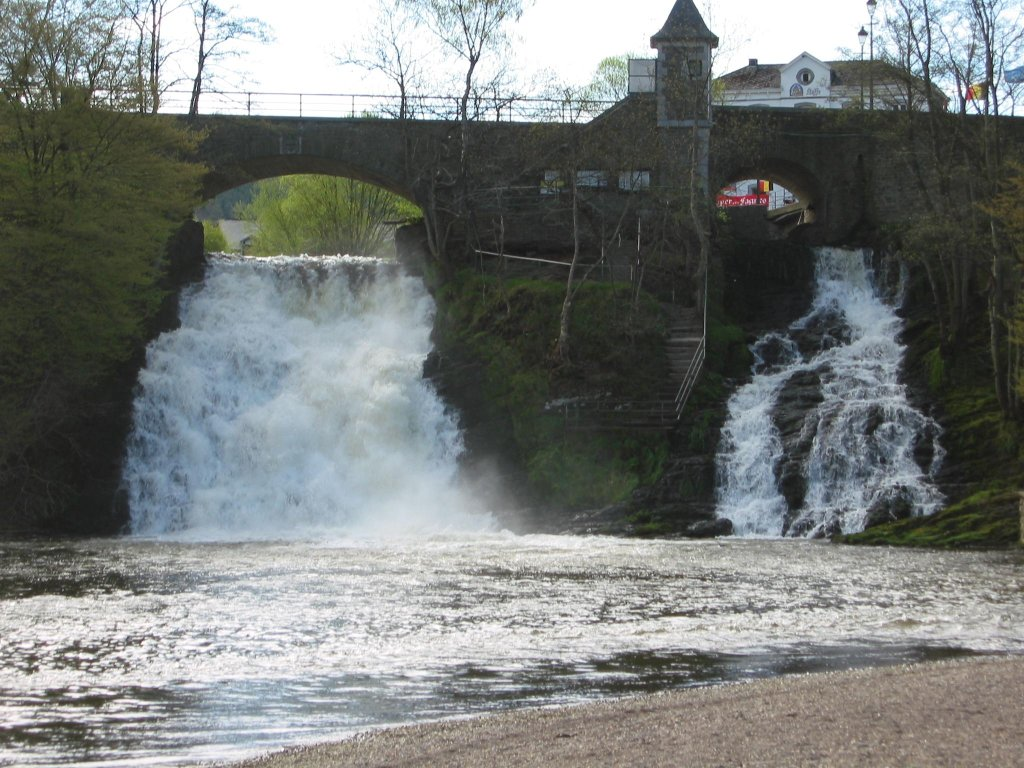
Cascata di Coo

Il comune è situato alla confluenza della Salm e dell'Amblève. Nelle vicinanze, si trova il paese di Coo e la sua celebre cascata, oltre che il bacino inferiore della centrale idroelettrica. La cascata ed il villaggio si trovano nel territorio di Stavelot, ma il bacino superiore della centrale fa parte del territorio di Trois-Ponts.
Il paese deve il suo nome al fatto che siano presenti tre ponti che sovrastano tre corsi d'acqua differenti: il primo sull'Amblève, il secondo sulla Salm ed il terzo sul ruscello del Baleur.

## Sezioni del comune
Basse-Bodeux, Fosse e Wanne.